# ヤマユリ
ヤマユリ（山百合、学名: Lilium auratum）とはユリ科ユリ属の多年生植物。山地に生える日本特産のユリで、夏に咲く花は大型で白く、山中でもよく目立ち、強い芳香を放つ。鱗茎は食用のユリ根になり、別名リョウリユリともよばれている。 

## 名称
和名ヤマユリは、山中に生えることからつけられた。学名は「黄金色のユリ」の意。中国植物名（漢名）は、金百合（きんひゃくごう）、日本漢名では山百合（さんひゃくごう）とよばれる。鱗茎は食用になり、リョウリユリ（料理百合）ともいわれる。
日本では地方によって様々な別の呼び名があり、ヨシノユリ（吉野百合、芳野百合）、エイザンユリ（叡山百合）、ホウライジユリ（蓬莱寺百合、鳳来寺百合）、リョウリユリなどともよばれていて、各産地に因んで名付けられている。
花言葉は、「荘厳」である。

## 分布・生育地
日本特産のユリで、北陸地方を除く本州の近畿地方以北の山地に分布し、山地、山野の林縁や草地に自生する。北海道や九州には栽培していたものが野生化したものが見られ、観賞用に多く栽培もされる。日当たりのよい原野、丘陵などに生えていて、夏の里山の植林地などの木漏れ日が当たるところでは、ひときわ目立つ白い花を咲かせているヤマユリが見かけられる。

## 特徴
地上の茎は直立し、草丈は1 - 1.5メートル (m) 。地下の鱗茎は扁球形で、黄色をおびた白色、10 cm程の大きさである。鱗茎の上と下には根が生えている。葉は深緑色をした広披針形で先は尖り、短い葉柄がついて互生する。
花期は夏（7 - 8月）で、茎の先に1 - 数個、ときに20個ほどの白い花を横向きに咲かせる。花は6つある花被片が、外に弧を描きながら広がって、花径は15 - 18センチメートル (cm) になり、ユリ科の中でも最大級であり、その重みで茎全体が弓なりに傾くほどである。花被片の内側中心には黄色の太い筋があり、紅褐色の小さな斑点が散らばる。ヤマユリの変わりものには様々な呼び名がつけられていて、花被片の中央に太い赤色があるものを「紅筋」、斑点が少ない純白の花を「白黄」、花被片の斑点が黄色のものを「白星」という。褐色の花粉が出て、花の香りは日本自生の花の中では例外的ともいえるほど、甘く濃厚でとても強い。発芽から開花までには少なくとも5年以上かかる。よく「1輪1年」といわれ、株の年数が経って古いほど多くの花をつけ、大きな鱗茎になっている。風貌が豪華で華麗であることから、「ユリの王様」と呼ばれる。
花後にできる果実は蒴果で、長さ6 cmほどの円筒形で3室に分かれている。中には種子が約300個ほど入っていて、熟すと果実が3裂して、風に揺らされて散布される。種子の大きさは、長さ約1 cmの扁平な半円形で、周囲に翼がついており、中心部に楕円形で長さ約5ミリメートル (mm) の種子本体がある。種子は翌年の春に発芽せず、その年の夏を越して秋になってから発芽する。

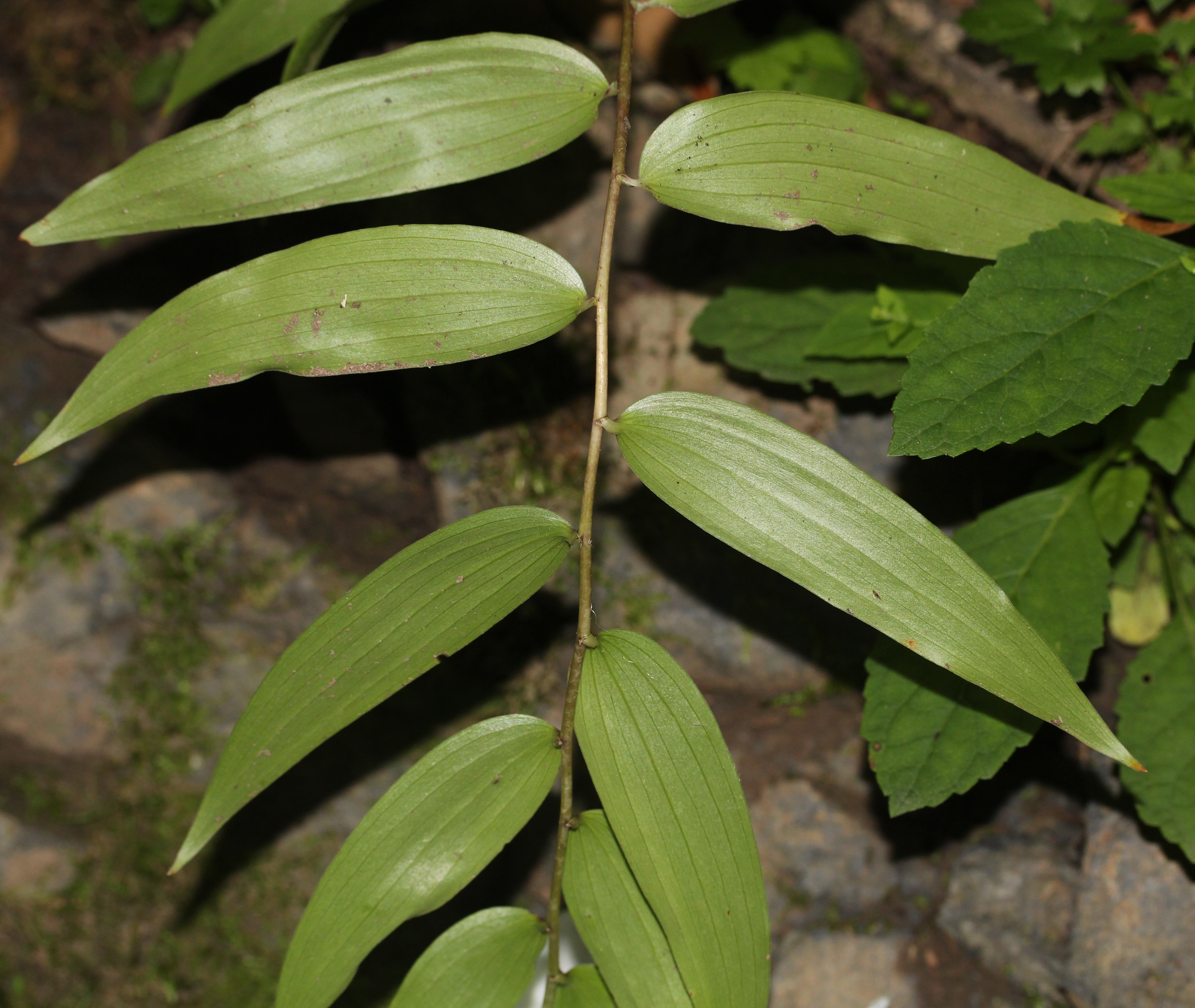
葉は互生する。
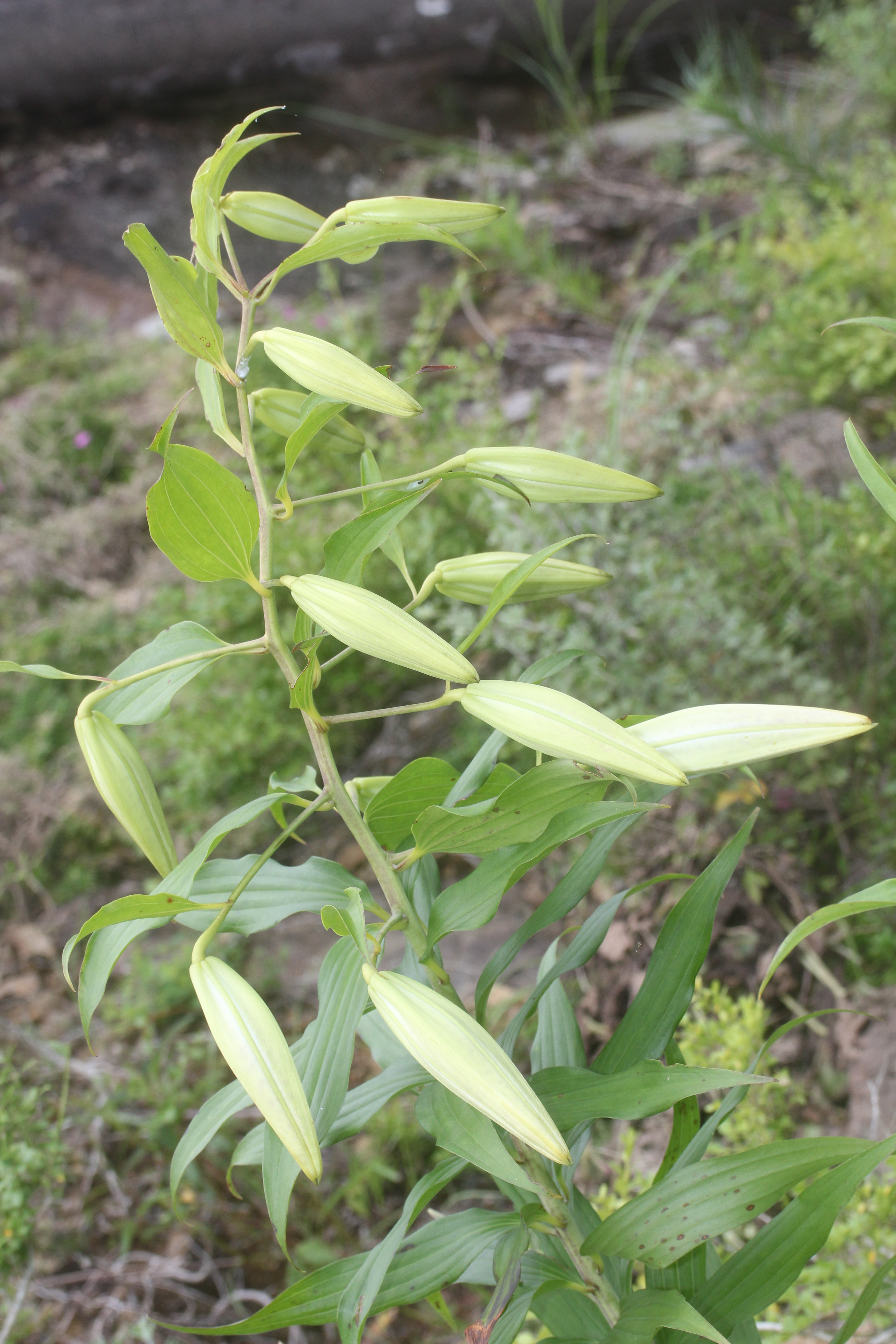
蕾がついた状態の茎葉
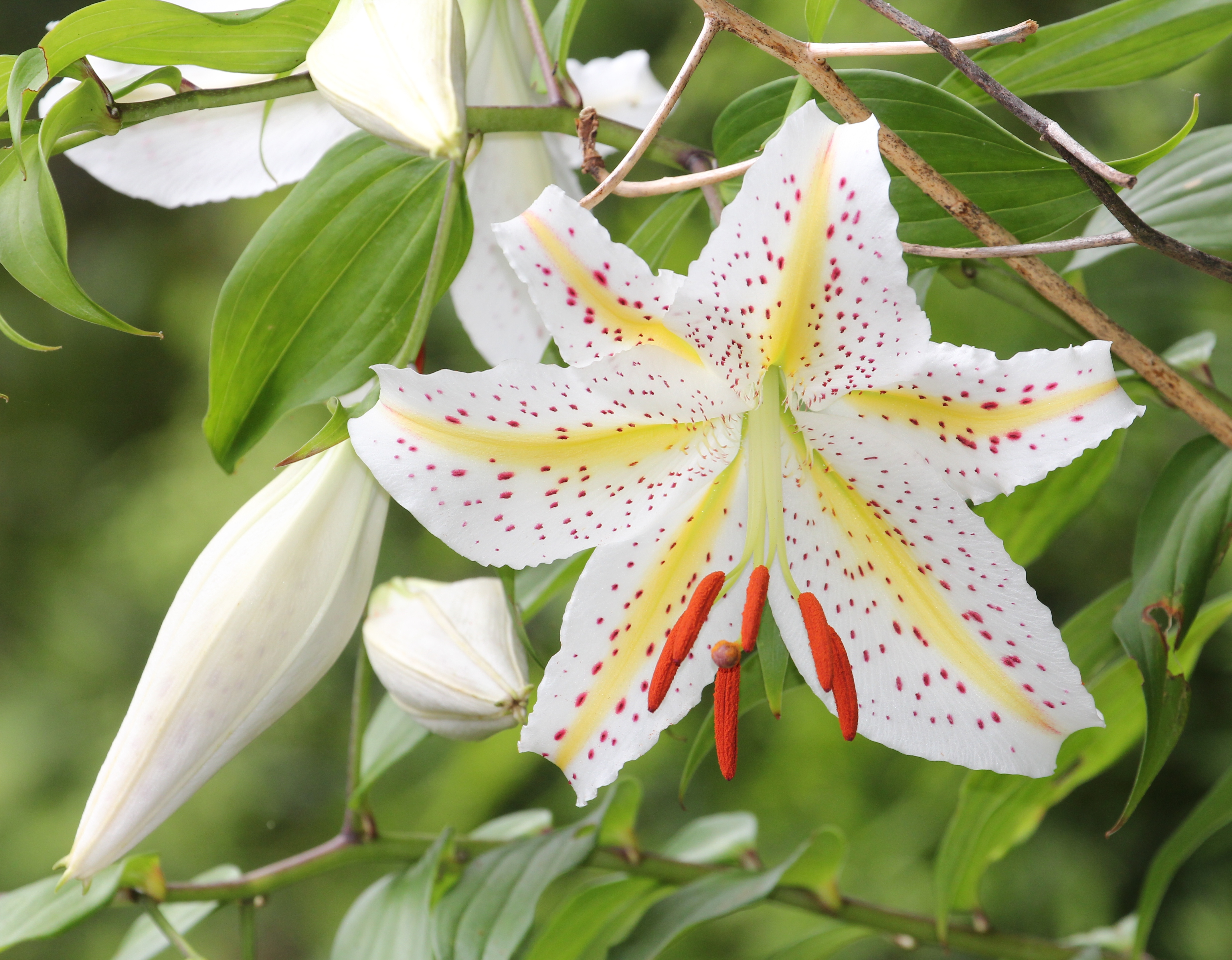
花と開花直前の蕾（左）
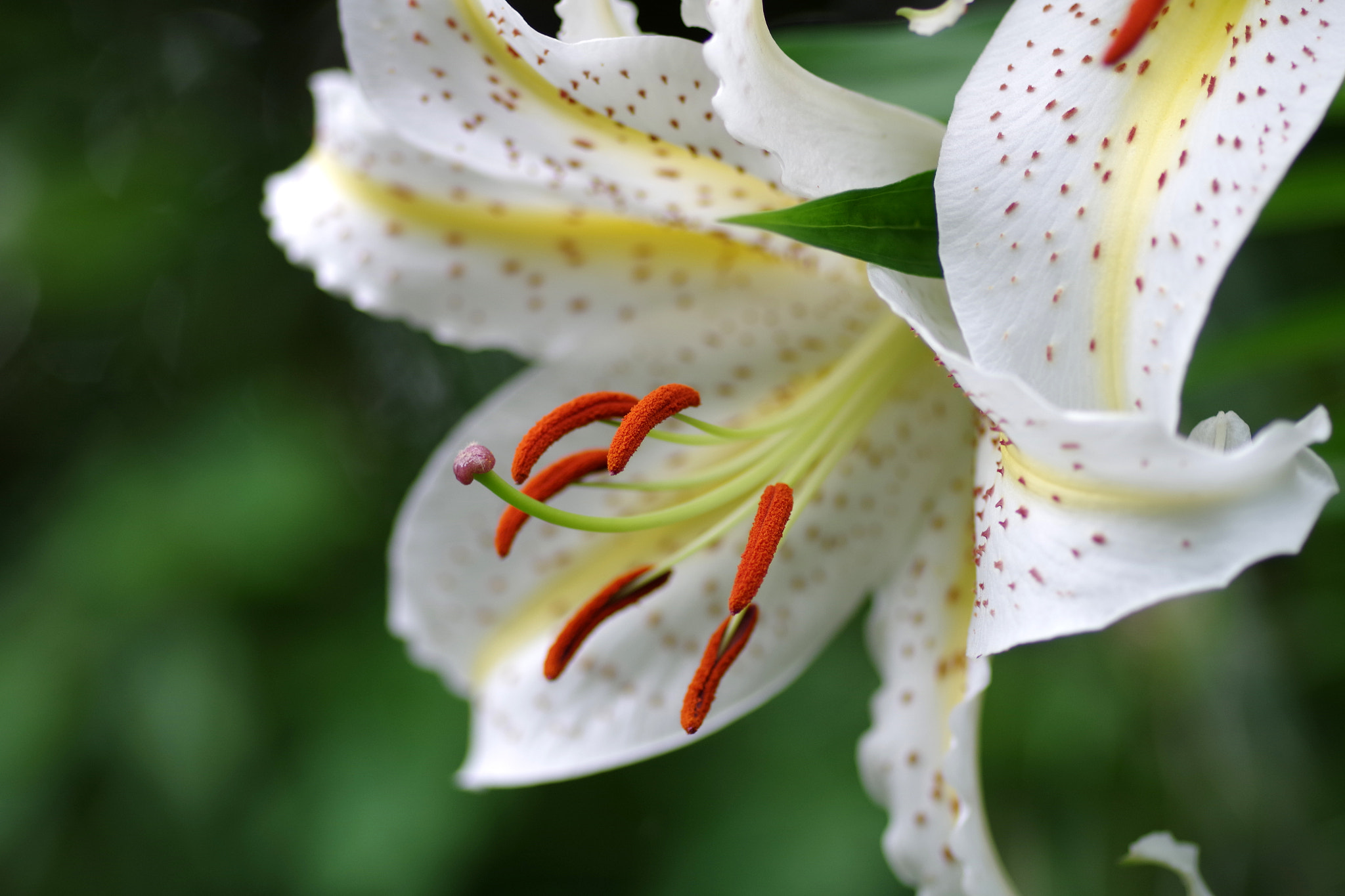
花の中央には、長く伸び出た褐色の葯が目立つ6本の雄しべと、中央に1本の雌しべがつく。
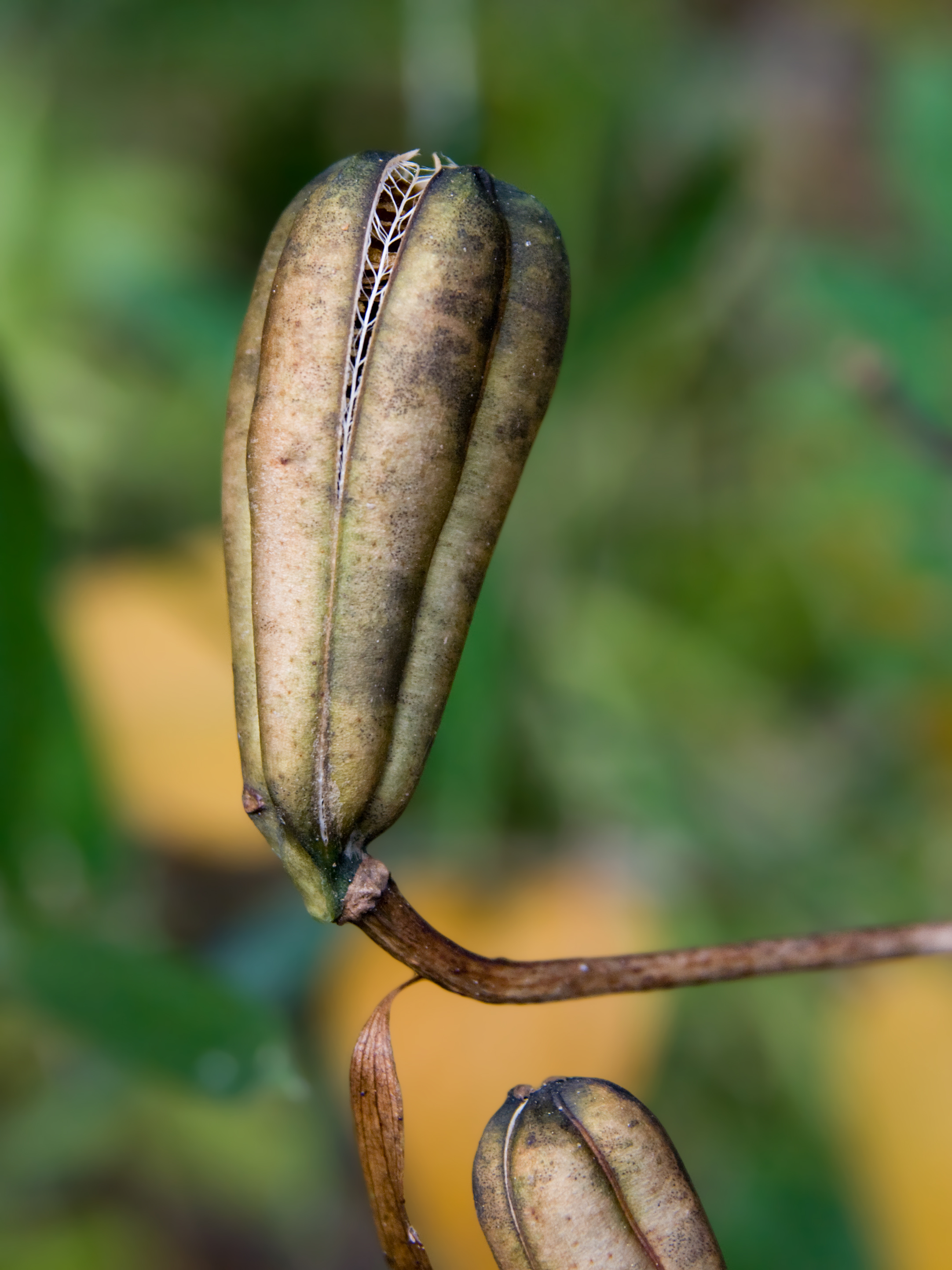
熟した果実。先端から3裂して中から種子が散布される。
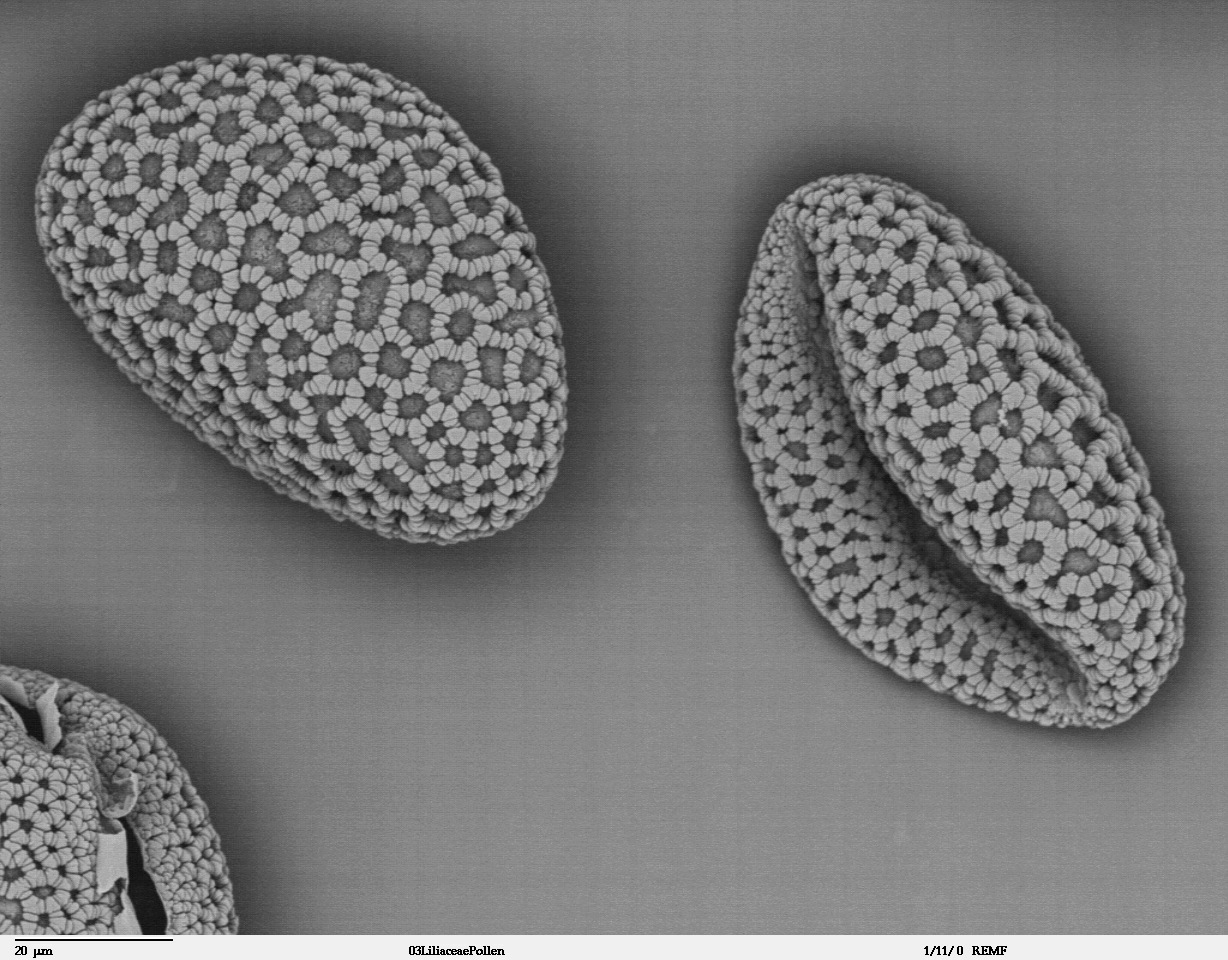
ヤマユリの花粉 電子顕微鏡画像。寸法は80μm×60μm。

## 栽培
排水が良く湿度を適度に保つ膨軟地を好む性質があり、半日陰で根元が乾燥しない高畦に植栽される。繁殖は、鱗茎を分けて植えるか、実生によって行われる。
ヤマユリを基に改良した園芸品種は、オリエンタル・ハイブリッドとよばれている。

## 利用
秋から春にかけて地下の鱗茎を掘り採って、食用や薬用に利用する。

### 食用
鱗茎は、オニユリ等と同様にユリ根として食用となる。根を取り除いて鱗茎をよく水洗いして、1片ずつ剥がしてから酒を加えて茹でて下ごしらえする。きんとん、煮物、生のまま天ぷらにするほか、中火で甘煮にして砂糖をまぶしたものはデザートになる。天ぷらにするとホクホクした食感になる。
鱗茎には良質なデンプンや多糖類の一種であるグルコマンナン（コンニャクにも多く含まれる）を多量に含み、縄文時代には既に食用にされていた。生のユリ根を煮て調理するとき、よく煮ると糊状となり、美味で去痰の効果もある。

### 薬用
鱗茎は生薬になり、中国のユリの鱗茎である百合（びゃくごう）の名を、日本産ヤマユリに充てている。調整法は、秋に種子が成熟した後に、鱗茎を掘り採って水洗いした後、鱗茎の裂片をほぐして天日乾燥させる、もしくは湯通しして天日乾燥する。鎮咳、強壮、口腔内や胃粘膜の保護に役立つとされ、民間療法では、温まるときに出る咳や、微熱があり動悸があるときの不眠に、乾燥したユリ根1日量5 - 10グラムを400 ccで煎じて、3回に分けて服用する用法が知られている。ただし、寒気や冷えが出ている咳への使用は禁忌とされている。またおでき、打ち身、腫れ物などには、乾燥した百合を粉末にして、酢で練って患部に湿布する民間療法が知られる。

## その他
- 1873年、ウィーン万博で日本の他のユリと共に紹介され、その美しさからヨーロッパで注目を浴びる[10]。それ以来、ユリの球根は大正時代まで主要な輸出品のひとつであった。西洋では栽培品種の母株として重用された。

- ヤマユリを自治体の花として指定しているのは、都道府県では神奈川県、市区町村では、北海道松前郡福島町、岩手県遠野市、滝沢市、宮城県伊具郡丸森町、秋田県南秋田郡五城目町、福島県東白川郡鮫川村、石川郡古殿村、双葉郡広野町、楢葉町、相馬郡飯舘村、茨城県桜川市、行方市、稲敷郡美浦村、栃木県芳賀郡益子町、塩谷郡塩谷町、千葉県長生郡一宮町、東京都八王子市、神奈川県川崎市麻生区、新潟県柏崎市、山梨県南巨摩郡身延町、長野県北佐久郡御代田町、下伊那郡天龍村、愛知県北設楽郡東栄町、三重県松阪市、広島県山県郡安芸太田町などが挙げられる。
- 石川県鹿島郡中能登町の石動山では北陸地方にはないヤマユリが自生しており、地元では「石動山ユリ」として町花に指定されている。